# Ramón Piñeiro Llagostera
Ramón Piñeiro Llagostera (Barcelona, España; 29 de octubre de 1991) es un expiloto español de automovilismo.

## Carrera

### Fórmula BMW
Piñeiro comenzó su carrera en 2008 en la Fórmula BMW Europa con Fortec Motorsport. Terminó vigésimo en la clasificación, obteniendo cinco puntos de puntuación en las carreras con dieciséis años. Para el 2009, Piñeiro se mantuvo en la serie, pero cambió a FMS Internacional. Él volvió a cambiar de escudería yendo a Motaworld Coloni Racing después volvió con el control total de FMS Internacional a partir de Valencia.

### Fórmula Palmer Audi
Después de su campaña FBM que concluyó en septiembre, Piñeiro compite en las dos últimas rondas del campeonato de Fórmula Palmer Audi en Silverstone y Snetterton. Piñeiro sobrevivió a un grave accidente durante la tercera de las carreras de Silverstone. Mientras corría detrás de Kazim Vasiliauskas, Piñeiro recogió la estela de atrás del coche el conductor de Lituania. Cortó la rueda trasera del coche después de Vasiliauskas trasladó su coche para defender en Stowe. Piñeiro se lanzó hacia el cielo, antes de aterrizar y ejecutar el barril-roll antes de las ruedas de aterrizaje hacia arriba. Afortunadamente, él salió ileso.  Terminó tercero en la última carrera en Snetterton, tres segundos detrás del ganador Félix Rosenqvist, después de un accidente a principios tomaron a muchos de sus rivales.

### Fórmula 2
Tras acabar 3º en la Fórmula Palmer Audi, Piñeiro corre en 2011 la Fórmula Dos. Empieza el campeonato terminando en la zona de los puntos, pero sin llegar a destacar; llegada la segunda mitad de la temporada Ramón empieza a completar grandes resultados incluyendo 3 victorias seguidas lo que le valieron para quedar 3º en el campeonato. El año siguiente se queda sin el apoyo suficiente para seguir compitiendo y a pesar de entrar en la FIA Academy, no lograría disputar ninguna otra competición.

## Aficiones
Piñeiro lista de sus aficiones como todos los deportes, gimnasio, música y jugar a los simuladores de coches, mientras que sus circuitos favoritos son el Valencia Street Circuit, el circuito de Mónaco y del circuito de Spa-Francorchamps. Su piloto favorito es Michael Schumacher.

## Resultados

### Resultados en su carrera
| Temporada | Series                            | Escudería         | Carreras | Victorias | Poles | VR | Podios | Puntos | Pos. |
| --------- | --------------------------------- | ----------------- | -------- | --------- | ----- | -- | ------ | ------ | ---- |
| 2008      | Fórmula BMW Europa                | Fortec Motorsport | 16       | 0         | 2     | 1  | 0      | 37     | 20º  |
| 2009      | Fórmula BMW Europa                | FMS International | 10       | 0         | 0     | 0  | 0      | 38     | 19º  |
| 2009      | Fórmula BMW Europa                | Motaworld Racing  | 6        | 0         | 0     | 0  | 0      | 38     | 19º  |
| 2009      | Fórmula Palmer Audi               | Motorsport Vision | 6        | 0         | 0     | 0  | 1      | 56     | 20º  |
| 2010      | Fórmula Palmer Audi               | MotorSport Vision | 20       | 4         | 1     | 2  | 11     | 320    | 3º   |
| 2010      | European F3 Open                  | Team West-Tec     | 2        | 0         | 0     | 0  | 0      | 0      | 22º  |
| 2010      | European F3 Open - Copa de España | Team West-Tec     | 2        | 0         | 0     | 0  | 0      | 8      | 10º  |
| 2010      | Fórmula Dos                       | MotorSport Vision | 2        | 0         | 0     | 0  | 0      | 1      | 22º  |
| 2011      | Fórmula Dos                       | MotorSport Vision | 16       | 3         | 2     | 2  | 7      | 185    | 3º   |

### Resultados en la Fórmula BMW
| Año  | Escudería         | 1        | 2        | 3        | 4        | 5        | 6         | 7        | 8         | 9        | 10       | 11       | 12        | 13       | 14        | 15        | 16        | Pos | Pts |
| ---- | ----------------- | -------- | -------- | -------- | -------- | -------- | --------- | -------- | --------- | -------- | -------- | -------- | --------- | -------- | --------- | --------- | --------- | --- | --- |
| 2008 | Fortec Motorsport | CAT 1 25 | CAT 2 9  | ZOL 1 22 | ZOL 2 12 | SIL 1 21 | SIL 2 18  | HOC 1 24 | HOC 2 24  | HUN 1 10 | HUN 2 17 | VAL 1 17 | VAL 2 Ret | SPA 1 8  | SPA 2 Ret | MOZ 1 Ret | MOZ 2 14  | 20º | 56  |
| 2009 | FMS International | CAT 1 14 | CAT 2 11 | ZAN 1 12 | ZAN 2 11 | SIL 1 15 | SIL 2 Ret | NÜR 1 21 | NÜR 2 DSQ | HUN 1 17 | HUN 2 12 |          |           |          |           |           |           | 19º | 38  |
| 2009 | Motaworld Racing  |          |          |          |          |          |           |          |           |          |          | VAL 1 8  | VAL 2 Ret | SPA 1 13 | SPA 2 12  | MOZ 1 Ret | MOZ 2 Ret | 19º | 38  |

### Campeonato de Fórmula Dos de la FIA
(Clave) (negrita indica pole position) (cursiva indica vuelta rápida)

| Año  | Escudería         | 1   | 1   | 2   | 2   | 3   | 3   | 4   | 4   | 5   | 5   | 6   | 6   | 7   | 7   | 8   | 8   | 9   | 9   | Pos. | Puntos |
| ---- | ----------------- | --- | --- | --- | --- | --- | --- | --- | --- | --- | --- | --- | --- | --- | --- | --- | --- | --- | --- | ---- | ------ |
| 2010 | MotorSport Vision | SIL | SIL | MAR | MAR | MNZ | MNZ | ZOL | ZOL | ALG | ALG | BRH | BRH | BRN | BRN | OSC | OSC | VAL | VAL | 22.º | 1      |
| 2010 | MotorSport Vision |     |     |     |     |     |     |     |     |     |     |     |     |     |     |     |     | 15  | 10  | 22.º | 1      |
| 2011 | MotorSport Vision | SIL | SIL | MAG | MAG | SPA | SPA | NÜR | NÜR | BRH | BRH | SPI | SPI | MNZ | MNZ | BAR | BAR |     |     | 3.º  | 185    |
| 2011 | MotorSport Vision | 5   | 11  | 5   | 9   | 7   | 12  | 14  | 10  | 2   | 1   | 1   | 1   | 4   | 2   | 3   | 2   |     |     | 3.º  | 185    |